# Toyabali Ahmadali
Toyabali Ahmadali, ook wel Toyab Ali Ahmad Ali, (21 januari 1931) is een Surinaams voormalig politicus.
Hij heeft gestudeerd aan de Surinaamse Rechtsschool en ging in 1958 naar Nederland waar hij in 1962 afstudeerde aan de Sociale Academie in Amsterdam. Vervolgens keerde Ahmadali terug naar Suriname waar hij ging werken op het ministerie van Justitie en Politie alwaar hij zich met name bezighield met reclassering en het gevangeniswezen en het bracht tot hoofd van de Dienst Delinquentenzorg. In 1967 werd hij gekozen in de Staten van Suriname voor de Hindoestaanse partij VHP. Eind 1969 werd hij herkozen en kort daarop werd Ahmadali namens de VHP minister van Sociale Zaken in het kabinet onder leiding van premier J. Sedney. Na de verkiezingen van 1973 en 1977 kwam hij terug in het parlement. Verder was hij in die periode betrokken bij meerdere moslim-organisaties zoals de Surinaamse Islamitische Vereniging (SIV), ook is hij deel van de adviesraad van het taalinstituut Suriname Hindi Parishad (SHP).